# No Controle
No Controle é o sexto álbum de estúdio da cantora brasileira Kelly Key, lançado em 3 de fevereiro de 2015 pela Deckdisc. Distingue-se totalmente dos trabalhos anteriores da cantora por não apostar na música pop ou R&B, mas sim no ritmo africano kizomba, sendo produzido por Mister Jam, Paulo Jeveaux e a angolana Celma Ribas. O álbum recebeu críticas positivas.
"Controle (Comando) " foi lançado como o único single em 10 de outubro de 2014, atingindo o número setenta e nove na Billboard Brasil Hot 100 Airplay e cinco na Billboard Regional Rio de Janeiro Hot Songs. O videoclipe da canção foi gravado entre os dias 21 e 22 de setembro de 2014 na cidade do Rio de Janeiro, no bairro Jacarepaguá. A produção do vídeo envolveu 50 profissionais, entre equipe técnica e dançarinos, e levou mais de doze horas de gravação, trazendo como par da cantora no trabalho o modelo Ricardo Barreto.  A direção do vídeo foi realizada por Jonatas Goulart e a produção pela Casaba Creations. O lançamento deu-se em 4 de novembro de 2014.

## Antecedentes
Em março de 2010 entrou em estúdio para gravar novas canções para seu próximo trabalho, que traria o nome de Studio K e tinha previsão de lançamento para o segundo semestre. Segundo a cantora o projeto seria o mais dançante de sua carreira, focado no electropop e inspirado no trabalho das cantoras Ke$ha e Lady Gaga, além de conter músicas em inglês. Em 14 de agosto a cantora lança a faixa promocional "K Diferente", para promover disco que estava em produção. Porém com as gravações de seu programa Game Show, Kelly pausou o projeto e retomou as gravações apenas em fevereiro de 2011. Em 16 de agosto anunciou que o álbum seria lançado em outubro de 2011, um ano após o previsto. Além disso Kelly também planejava lançar uma versão especial com 28 faixas, as 14 inéditas e 14 remixes de sucessos anteriores.
Em 10 de outubro, no entanto, Kelly adiou o álbum pela terceira vez e fixou o lançamento para 3 de março de 2012, em comemoração a seu aniversário de 30 anos, um ano e meio depois do previsto originalmente. Em 23 de novembro Kelly lança o seu primeiro single do projeto, "Shaking (Party People)", sendo totalmente em inglês. Em 2012, porém, Kelly disse que não estava satisfeita com nada que havia gravado e que o álbum estava cancelado.

## Desenvolvimento e produção
Em 25 de janeiro de 2014 Kelly anunciou que retornaria à música depois de seis anos de hiato durante sua apresentação no evento Chá da Alice, no Rio de Janeiro. Na ocasião a cantora revelou que teve muito tempo para amadurecer o projeto do novo disco, saindo da comodidade do que sempre fez, acrescentando: "Tive tempo suficiente de pensar nesse novo projeto e estou voltando amadurecida, com novidades e algumas coisas que ainda nem existem aqui no Brasil em termo de música. Esse espaço me deixou a vontade para fazer o que eu quero da minha carreira". Em 18 de julho, durante entrevista ao R7, anuncia o título do álbum como No Controle, além de revelar que viajou a Angola e a Europa no início do ano para produzir algumas canções. Para a UOL Kelly explicou que o título do álbum condiz com sua carreira naquele momento, sem pressão da gravadora ou das pessoas: "Eu estou no controle e o disco retrata esse momento". Já para o jornal O Dia ela explicou que não estava mais deixando-se manipular pelo que suas antigas gravadoras impunham para que ela fizesse e que No Controle cumpria um desejo que ela tinha há anos. "Lá atrás, eu não tinha voz com a minha gravadora. O No Controle não é uma coisa descartável, nem de momento, é um trabalho pensado que estou fazendo sem urgência comercial".

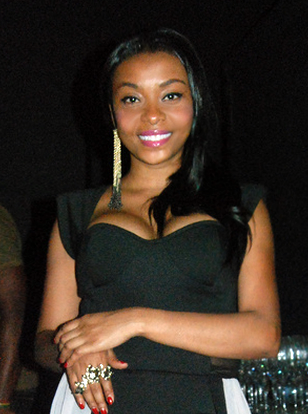
A angolana Celma Ribas compôs três faixas para o disco.

O primeiro produtor anunciado no disco foi Paulo Jeveaux, que já havia trabalhado com Kelly na produção executiva das faixas inéditas de sua coletânea 100%, em 2007. A cantora angolana Celma Ribas foi incorporada ao projeto, tendo composto junto com Kelly algumas das canções, além de ter assinado a produção de uma delas e a direção artística do álbum. O cantor Paulo Mac foi procurado pela equipe da cantora para que possivelmente incluísse ao disco algumas de suas canções, sendo que três das composições foram escolhidas: "A Nossa Música", "Quarto 313" e "Bem Mais Você". Felipe Zero e Dalto Max, produtores de música eletrônica, compuseram juntos a faixa "Let It Glow". William Razzy, vocalista da banda Razzy, compôs a faixa "Craving for the Summer" e entregou para Kelly uma demo, sendo escolhida para integrar a lista de faixas final do álbum.
Mr. Jam foi compositor de "Shaking" e co-compôs também "Let It Glow", além de produzir ambas e "Craving for the Summer", todas em língua inglesa e no gênero electropop. As canções foram gravadas anteriormente, em 2011, quando ela planejava lançar um disco neste gênero. Porém, mesmo com a mudança de ideal, Kelly achou necessário selecionar três das faixas da época para o álbum para seu público de casas noturnas. Durante entrevista para o jornal Extra, em 4 de fevereiro de 2015, ela explicou a decisão: "Eu fazia muito show em boate, e, nesse tempo longe, gravei "Shaking". Alguns DJs começaram a tocar e deu certo. Não seria justo tirar do CD". Depois de selecionar uma grande lista de canções, Kelly se reuniu com alguns fãs selecionados dos fã-clubes para definir quais seriam escolhidas para o disco, apresentando as já gravadas para que eles escutassem e pedindo conselhos para definir estilo musical e melhores temáticas. Apenas em janeiro de 2015 foi anunciado que a gravadora pela qual a cantora havia assinado contrato e estava gravando seu álbum era a Deckdisc.

## Música e letras

### Estilos musicais e temas
"Já queria gravar um kizomba há 13 anos. Este momento não poderia ser mais especial! Hoje me sinto mais madura, e tenho mais conhecimento do movimento como um todo. São sete anos sem gravar canções inéditas e nada poderia ser mais novo que gravar kizomba para o Brasil."

— Kelly no lançamento do álbum.
Durante entrevista ao programa Na Lata com Antonia Fontenelle, em 21 de julho de 2014, Kelly revelou que a sonoridade do álbum seria diferente do restante de sua carreira até ali, que focava antes na mistura entre pop e R&B. Tecnicamente a maioria das canções de No Controle seguem o estilo musical africano kizomba, tendo ainda influências de e o ritmos latinos como zouk e afrobeat. Sobre a mudança, Kelly declarou que era uma necessidade pessoal buscar por ritmos não recorrentes no Brasil para criar uma nova identidade artística e renovar-se: "A gente está trazendo uma coisa nova para o Brasil. É um estilo musical que dominou a Europa inteira". Além disso o electropop e a música eletrônica também estão presentes nas três últimas faixas do álbum, "Shaking", "Let It Glow" e "Craving for the Summer", sendo cantadas em língua inglesa. Durante entrevista para o UOL, em 4 de fevereiro de 2015, Kelly afirmou que a escolha das canções em inglês era uma estratégia para que as rádios do gênero pudessem adiciona-las à programação mais fácil. "Mais de 70% das minhas músicas são eletrônicas [remixadas] e feitas para tocar em casas noturnas. É uma característica do movimento eletrônico. Quase todas as músicas eletrônicas que escutamos nas rádios são em inglês".

"Obviamente que agora minhas letras estão diferentes. Antes eu cantava sobre a mulher que dominava. Agora eu canto sobre a mulher madura. Minha visão de relacionamento mudou."

— Kelly em entrevista para a UOL.
Liricamente o disco usou como tema os relacionamentos amorosos em suas diversas faces. "A Nossa Música" fala sobre reviver um antigo amor ainda não esquecido. Já em "Quarto 313" Kelly conta sobre um rapaz o qual a personagem central conheceu há apenas seis dias e viveu um intenso amor em um quarto de hotel, porém o parceiro está indo embora para um lugar distante. "Quem É" fala sobre uma rival, a qual é tratada como uma pessoa possuída pela inveja e cobiça. "Meu Anjo" e "Controle" falam, basicamente, sobre uma pessoa que tem poder de persuasão e domínio amoroso sobre a pessoa em questão, sendo que ambas também fazem insinuações sexuais sobre a intimidade do casal. "Bem Mais Você" canta sobre a insegurança de um relacionamento. "Turn Around" fala sobre traição e, posteriormente, arrependimento, com Kelly cantando sobre a personagem principal sendo flagrada por seu namorado traindo-o com outro em um carro ("Não era pra você estar lá / Eu não sei quem te falou (...) / Não houve nada / Entre mim e o cara / Que encontrou no meu carro"). Em contrapartida "Let It Glow" e "Shaking" fogem ao tema central, focando na vida noturna, se divertir na balada com amigos, beber e dançar ao som do DJ. "Craving for the Summer" tem como tema o verão e aproveitar a vida ao extremo, utilizando ainda menções de autoestima.

### Influências e conceito

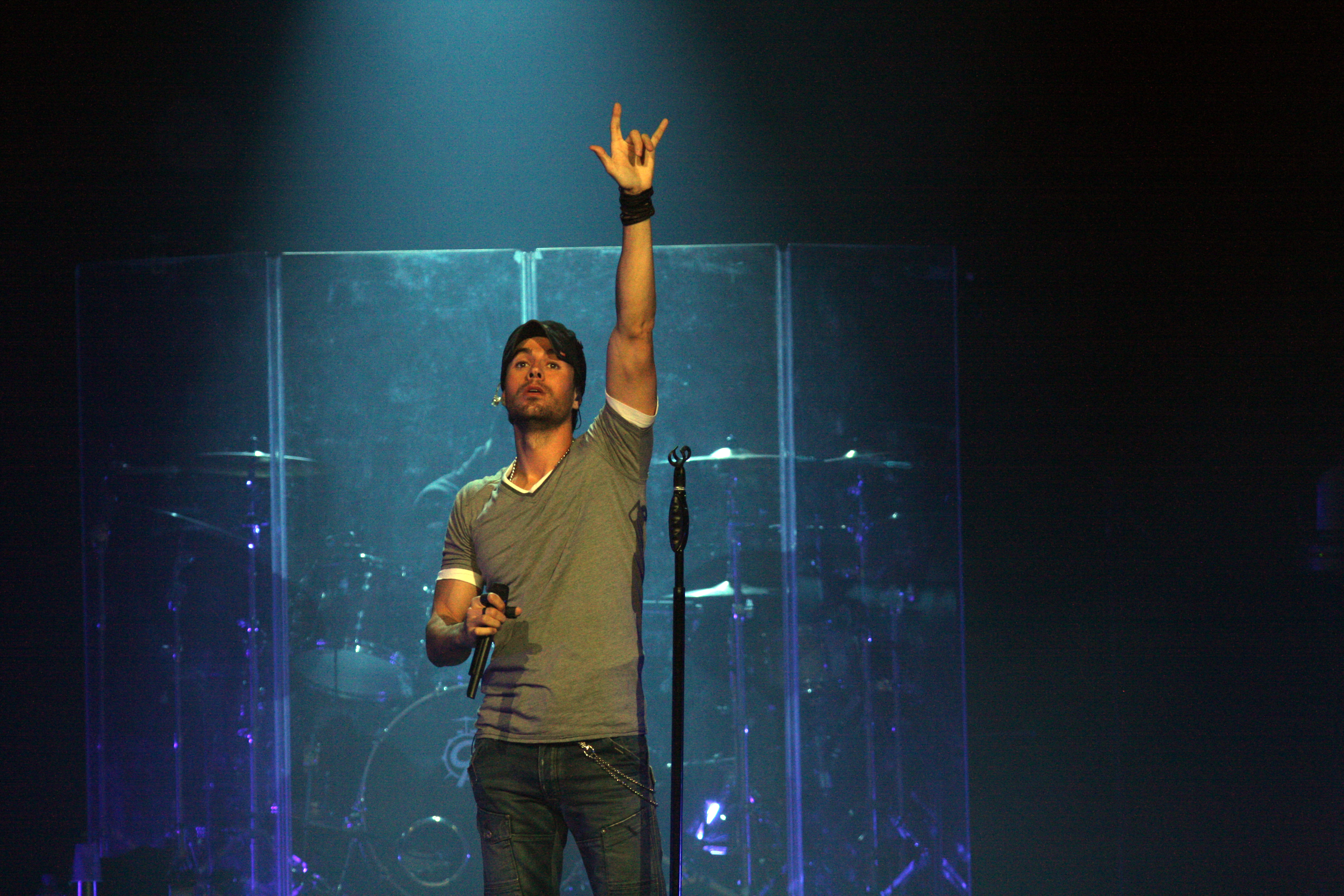
Enrique Iglesias foi uma das principais influências.

Em 25 de janeiro de 2014, em entrevista para o jornal Correio, Kelly disse não estava se inspirando em outros artistas no início da produção de seu disco, afirmando que buscou pela originalidade para amadurecer seu estilo musical: "Estou fugindo dessa responsabilidade de ser clichê. Cada uma tem o seu estilo e a sua forma de amadurecimento. Eu encontrei a minha forma". Durante entrevista Kelly disse que, apesar de ter se inspirado nas cantoras Britney Spears, Christina Aguilera e Jennifer Lopez em seus trabalhos anteriores, em No Controle ela procurou deixar de fora essas referências: "Tenho outras influências, mudei bastante. Tinha outras referências e depois de um tempo você passa a ter sua própria personalidade, o que não te permite mais buscar as coisas fora do seu universo. Hoje gosto de outros estilos musicais". Além disso, ao jornal Extra disse que seu marido, o empresário angolano Mico Freitas, foi o responsável por incentivá-la a gravar canções de kizomba.
Durante entrevista para a rádio Nativa, Kelly disse que buscou algumas inspirações de artistas angolanos como Suzanna Lubrano, Anselmo Ralph e sua produtora Celma Ribas. Além disso Kelly disse que o cantor de música latina Enrique Iglesias se tornou uma referência para seu trabalho quando ela escutou a faixa "Bailando": "Quando eu escutei [a música] eu fiquei enlouquecida e sabia que era o clima que eu queria. Junto com o kizomba eu consegui chegar no fator certo". Durante entrevista ao Contém Pop, em 7 de abril de 2015, Kelly também citou como referência a cantora brasileira de kizomba Kataleya.

## Arte gráfica

### Logotipo
Em maio de 2014 a agência de publicidade We Do Logos, especializada em logotipos, foi contatada pela equipe da Kelly para que renovasse sua identidade visual em seu retorno. A ideia era utilizar a massa (crowdsourcing) para o trabalho profissional de um designer gráfico e, lançar um concurso para escolher o novo logo através de trabalhos livres enviados para o website da empresa, o qual o escolhido seria premiado. Após fechar o contrato com um valor de premiação baixo e não recomendado pela We Do Logos, em 16 de julho, Kelly liberou uma mensagem em suas redes sociais anunciando a seleção. Logo o concurso se tornou viral na internet pela curiosidade da cantora ter aberto ao público em geral em vez de optar por um projeto profissional e virou meme, onde diversas pessoas enviaram montagens cômicas. Apesar disso apenas no primeiro dia a equipe do concurso recebeu 380 logos e, ao todo, foram mil projetos em quinze dias de campanha, sendo o escolhido em 4 de agosto. No entanto, durante entrevista para o De Frente com Gabi, Kelly afirmou que não utilizaria o logotipo escolhido depois da repercussão e que a empresa não soube lidar com a situação.

### Capa
Em 21 de janeiro de 2015 Kelly publicou uma das imagens do ensaio fotográfico para o encarte do álbum. Na fotografia, bem como nas demais do livreto, Kelly aparece com uma camisa regata curta e decotada, deixando sua barriga aparente, uma calcinha com as iniciais "KK" e meia arrastão. A sessão de fotos foi realizada em Jacarepaguá, no Rio de Janeiro, utilizando como locação a zona colonial, mesmo local onde foi gravado o vídeo de "Controle". Nas fotos Kelly aparece em poses sensuais em meio a casarões e prédios abandonados do século XIX. Em 30 de janeiro a cantora divulgou a capa oficial do álbum, onde aparece apenas de rosto, com uma expressão em meio-sorriso. Em volta da foto foram aplicado bordas no tom de roxo e azul, trazendo o título do álbum e o nome de Kelly com tipografias diferentes. O conceito da capa foi comparado ao dos álbuns Prism, da estadunidense Katy Perry, e Queen of the Clouds, da sueca Tove Lo.

## Lançamento
Em 29 de janeiro foi anunciado que No Controle seria lançado dias depois, em 3 de fevereiro, porém apena para download digital em primeira instância. O álbum também foi liberado de forma digital para a Argentina, Europa, Japão, Austrália, Estados Unidos, Canadá e Japão através do iTunes. A versão física foi anunciada por Kelly durante entrevista na rádio baiana Star FM originalmente para 10 de fevereiro. Posteriormente a data foi modificada para 13 de fevereiro e, dia 6 do mesmo mês, foi colocado para pré-venda nas livrarias Cultura, Saraiva, Da Vila, além de lojas de varejo como Americanas e Submarino. No Controle também foi liberado para streaming, modo de distribuição dos dados através de execuções online, sendo seu primeiro trabalho a ser lançado neste formato. Entre os serviços, o álbum foi liberado no Spotify, Deezer, Rdio, Xbox Music, MixRadio e Music Unlimited. Em 26 de março realizou a festa de lançamento oficial de No Controle na livraria FNAC, fazendo um pocket show e autografando o disco.

## Recepção da crítica
| |  |  |
| Para o jornal O Globo a estadunidense Britney Spears (à esquerda) foi a principal referência para o disco e a faixa "Quem É" – sobre 'a inimiga' – traz o mesmo tema usado por cantoras como Anitta (à direita). |  |  |

Basicamente, No Controle recebeu críticas positivas. O portal Dammit deu 4,3 estrelas e disse que o álbum "reviveu o pop nacional no mercado fonográfico do país", porém de uma forma mais elegante que seu antigo estilo, sendo "mais sexy". Além disso o site analisou que os sete anos que Kelly esteve longe da música foram cruciais para que sua imagem e sua identidade artística amadurecesse, retornando com status de grande estrela, "Sem dúvidas um excelente retorno para a nova era". O crítico também disse que o disco "transmite uma sensação envolvente" e que as faixas "começam e terminarem no segundo perfeito", citando "Quarto 313", "Quem É" e "Let It Glow" como as que melhor demonstravam o amadurecimento nas composições. Jurandir Dalcin, do Comenta, deu 4,5 estrelas de 5 e disse que o disco mostra que Kelly amadureceu e que ela "veio mais decidida" em comparação a seu último álbum em 2008, o homônimo Kelly Key, citando "Quem É" como exemplo de uma das composições amadurecidas. Para Jurandir "Quarto 313" e "Let It Glow" são as melhores do trabalho e potenciais singles, enquanto "Meu Anjo" e "Nossa Música" não se encaixaram, dizendo que poderiam ter abordado uma produção "menos pop e mais romântico"
| Críticas profissionais | Críticas profissionais |
| Avaliações da crítica  | Avaliações da crítica  |
| Fonte                  | Avaliação              |
| ---------------------- | ---------------------- |
| Dammit                 | [ 69 ]                 |
| Comenta                | [ 40 ]                 |
| O Globo                | (regular)              |
| O Dia                  | [ 70 ]                 |

Édipo Barreto, do Que Delícia, Né Gente?, disse que a sonoridade do álbum lembra "aquele pop do início dos anos 2000 / final dos 90" e que traz referências de eurodance. Cinthya Oliveira, do jornal Hoje em Dia, disse que o álbum mantem a essência pop-chiclete que a cantora sempre utilizou. Bernardo Araujo, do jornal O Globo, deu uma crítica regular dizendo que o álbum investe num pop romântico, recheado de teclados e de clichês. Ele disse que mesmo com a pronúncia carioca demais e letras pálidas como “Craving for the summer”, as músicas para exportação trazem algum frescor sonoro ao disco e trás Britney Spears como uma referência “talvez descarada demais”, e terminou dizendo o disco não foi longe, mas quem sabe com uma produção gringa e letras em português ainda possam, num futuro trabalho, trazer de volta uma versão mais “saborosa” de Kelly Key. Mauro Ferreira, do jornal O Dia, foi negativo ao dizer que o álbum era "insosso" e "trivial" comparado aos anteriores e que as faixas românticas do início não entravam em sintonia com a parte electropop do final. O jornalista ainda disse que a demora de cinco anos entre a produção e o lançamento deste faz com que o disco soe um pouco desatualizado, dando, por fim, apenas duas estrelas.

## Recepção comercial
Assim que lançado, No Controle debutou entre os 5 álbuns mais vendidos do Brasil, de acordo com a revista Billboard Brasil. A tiragem inicial foi de duas mil cópias, esgotadas na primeira semana de lançamento. A segunda tiragem do álbum foi liberada em abril, com um total de mais dez mil cópias e, logo após, uma terceira com mais dez mil, totalizando 22 mil cópias vendidas. Durante entrevista ao website Ego Kelly afirmou que lançaria ainda em 2015 uma reedição do disco, com a versão de "Turn Around" que contém a participação de Mr. Catra. Entre vendas físicas e digitais, o álbum havia vendido mais de 35 mil cópias seis meses após o lançamento.

## Promoção
A promoção de No Controle começou meses antes de seu lançamento. Em 20 de setembro Kelly apresentou o single de retorno "Controle (Comando) " pela primeira vez ao vivo durante a festa Zapping, realizada para estreá-lo. No dia seguinte, 21 de setembro, a cantora realizou a premiere da faixa durante o programa Altas Horas, na Rede Globo. Na ocasião Kelly também falou sobre a produção do disco depois do hiato. Em 3 de outubro performou a canção no programa Agora É Tarde, na Band, além de ser a entrevistada da noite. Em 25 de novembro Kelly apresentou a canção no programa Legendários, da Rede Record, além de realizar uma performance especial com um medley com seus singles antigos, incluindo "Barbie Girl", "Baba", "Adoleta", "Cachorrinho" e "Pegue e Puxe". No mesmo dia a cantora apresentou a canção durante no evento da escola de samba GRES Unidos da Tijuca. Em 2 de novembro se apresenta no programa Hora do Faro, na Rede Record. Também em 2 de novembro o programa Domingo Espetacular, da Record, exibiu exclusivamente uma reportagem sobre a produção do álbum, junto com uma entrevista com a cantora, sendo exibida no horário nobre. Em 9 de novembro começou uma série de entrevistas para divulgação pelas rádios, iniciando no programa "Farra da Globo", na Rádio Globo. Em 15 de novembro apresenta a canção durante o Programa da Sabrina, na Rede Record, onde recebeu uma homenagem pelos treze anos de carreira. Em 1 de fevereiro de 2015 lançou com exclusividade o disco no programa De Frente com Gabi, no SBT, onde também foi entrevistada, contando sobre como se foi o conceito de criação. Em 28 de fevereiro esteve no palco do programa Legendários para lançar o álbum em versão física. Em 6 de março esteve no programa Bem Estar.
Em 11 de março continuou a promoção do álbum no Programa do Gugu, cantando seu single "Controle". No dia seguinte foi entrevistada pelo TV Fama sobre o lançamento do disco. No mesmo dia foi a principal entrevistada da noite no programa The Noite com Danilo Gentili, onde também cantou a faixa "Controle". Em 15 de março também foi entrevistada por Eliana em seu programa de mesmo título, onde falou sobre a produção de No Controle e levou a apresentadora para uma aula de dança dos ensaios para sua próxima turnê. No dia seguinte, 16, esteve no programa Fox Para Todos, da Fox Sports, em um debate sobre futebol e entretenimento, divulgando, além disso, seu álbum. Em 21 de março se apresentou no Programa Raul Gil. Em 11 de abril passou pelo programa Ritmo Brasil com a promoção de No Controle, ensinando também a apresentadora Faa Morena a dançar kizomba. Em 23 de março foi entrevistada pelo programa de rádio Pânico, da Jovem Pan FM, divulgando o álbum, o qual o vídeo da entrevista também foi transmitido no website da estação. Em 3 de maio esteve no programa Chega Mais, na Rede TV!. Em 23 de maio é entrevistada por Angélica, no programa Estrelas, sobre seu retorno e o feminismo na música pop brasileira.
A versão remix de "Turn Around" teve a primeira apresentação realizada em 1 de agosto junto com Mr. Catra no programa Legendários, da Rede Record, três semanas antes do lançamento oficial desta. Em 10 de agosto Kelly interpretou a faixa no programa Máquina da Fama, no SBT, utilizando diversos cenários e quinze dançarinos para incrementar a apresentação, além de cantar também "Try", da cantora Pink. Em 19 de setembro se apresenta no Programa Raul Gil, emendando com um medley com seus antigos sucessos. Em 2 de dezembro participou do Vai Que Cola.
Em 2 de janeiro de 2016 participou do concerto de Anitta no Circo Voador. Em 23 de fevereiro foi entrevistada por Amaury Jr., onde falou do novo disco, da gravação do clipe de "Let It Glow", seu lado fitness, as semelhanças com a filha e relembrou histórias do começo da carreira. A entrevista foi reexibida em 8 de julho. Em 17 de maio foi a convidada de Anitta no Música Boa Ao Vivo. Em 1 de junho foi a artista convidada do programa De Cara, da FM O Dia, onde falou sobre o single "Let It Glow". Em 7 de junho o clipe da canção "Let It Glow" teve estreia exclusiva no TVZ da Multishow. Em 21 de junho e 6 de julho foi entrevista pela youtuber Evelyn Regly. Em 11 de julho foi a primeira convidada do Ferdinando Show. Em 15 de julho apresentou o TVZ e falou sobre o lançamento do clipe de "Let It Glow".

## Singles
"Controle (Comando) " foi lançada em 10 de outubro de 2014 como o único single oficial do álbum. A música é uma versão de "Comando", da artista angolana Celma Ribas. Kelly recebe créditos de composição por ter realizado algumas alterações líricas. A produção não foi alterada de uma edição para outra, sendo utilizada a base original, criada pela própria Ribas. O videoclipe da canção foi lançado em 4 de novembro de 2014 com premiere no portal de notícias Globo.com. A produção do vídeo envolveu 50 profissionais, entre equipe técnica e dançarinos, e levou mais de doze horas de gravação, tendo como diretor Jonatas Goulart e a produção da Casaba Creations. Durante a promoção da faixa Kelly apresentou-a no Altas Horas, na Rede Globo, Agora É Tarde, na Band, e Legendários, Programa da Sabrina e Hora do Faro, na Rede Record. A canção chegou ao número setenta e nove na Billboard Brasil Hot 100 Airplay e cinco na Billboard Regional Rio de Janeiro Hot Songs.

### Singlespromocionais
"Turn Around" foi lançada como single promocional em 20 de julho de 2015. Também teve uma versão remix com a participação de Mr. Catra. "Let It Glow" foi lançada como single promocional em 3 de março de 2016 com um videoclipe gravado durante as férias da cantora em Nova York em comemoração ao seu aniversário.

### Outras canções notórias
"Shaking (Party People)" havia sido lançada como single quatro anos antes, em 23 de novembro de 2011, sendo incluída posteriormente ao álbum.

## Lista de faixas
Durante reunião de Kelly com alguns fãs selecionados para ajudar no retorno, a cantora executou algumas faixas já gravadas para o álbum, que tiveram os nomes revelados posteriormente pelos mesmos, incluindo "Quem É", "Meu Anjo" e "Let It Glow". Em 2 de fevereiro, um dia antes do lançamento, enfim foi revelado a lista de músicas presentes no disco.
| Edição padrão |                          |                                        |               |         |  |
| N.º           | Título                   | Compositor(es)                         | Produtor(es)  | Duração |  |
| 1.            | "A Nossa Música"         | Paulo Mac                              | Paulo Jeveaux | 3:43    |  |
| 2.            | "Quarto 313"             | Paulo Mac                              | Paulo Jeveaux | 3:25    |  |
| 3.            | "Quem É"                 | Kelly Key Celma Ribas                  | Paulo Jeveaux | 3:31    |  |
| 4.            | "Meu Anjo"               | Kelly Key Celma Ribas                  | Paulo Jeveaux | 3:16    |  |
| 5.            | "Bem Mais Você"          | Paulo Mac                              | Paulo Jeveaux | 3:42    |  |
| 6.            | "Controle (Comando)"     | Celma Ribas Kelly Key                  | Celma Ribas   | 3:20    |  |
| 7.            | "Turn Around"            | Kelly Key                              | Paulo Jeveaux | 3:47    |  |
| 8.            | "Craving for the Summer" | William Razzy                          | Mister Jam    | 3:45    |  |
| 9.            | "Let It Glow"            | Fabianno Almeida Felipe Zero Dalto Max | Mister Jam    | 3:45    |  |
| 10.           | "Shaking"                | Fabianno Almeida                       | Mister Jam    | 4:31    |  |

| Bônus: edição física |                              |                       |               |         |  |
| N.º                  | Título                       | Compositor(es)        | Produtor(es)  | Duração |  |
| 11.                  | "Quarto 313" (Remix)         | Paulo Mac             | Paulo Jeveaux | 4:44    |  |
| 12.                  | "Controle (Comando)" (Remix) | Celma Ribas Kelly Key | Celma Ribas   | 4:15    |  |

## Desempenho nas paradas
| Paradas (2015)                   | Melhor posição |
| -------------------------------- | -------------- |
| Brasil (Billboard Brazil Albums) | 5              |

## Histórico de lançamento
| País           | Data                    | Formato(s)                  | Gravadora |
| -------------- | ----------------------- | --------------------------- | --------- |
| Brasil         | 3 de fevereiro de 2015  | Download digital, streaming | Deckdisc  |
| Argentina      | 3 de fevereiro de 2015  | Download digital            | Deckdisc  |
| Austrália      | 3 de fevereiro de 2015  | Download digital            | Deckdisc  |
| Estados Unidos | 3 de fevereiro de 2015  | Download digital            | Deckdisc  |
| União Europeia | 3 de fevereiro de 2015  | Download digital            | Deckdisc  |
| Japão          | 3 de fevereiro de 2015  | Download digital            | Deckdisc  |
| Brasil         | 13 de fevereiro de 2015 | CD                          | Deckdisc  |